# Дюгонови
Дюгоновите, известни още като морски крави (Dugongidae), са семейство едри бозайници от разред Сирени (Sirenia). То включва само един съвременен вид - дюгонът (Dugong dugon), както и един вид, изчезнал в историческо време - стелеровата морска крава (Hydrodamalis gigas).

## Родове
Семейство Dugongidae – Морски крави
- Род †Anisosiren
- Род †Indosiren
- Род †Miodugong
- Подсемейство Dugonginae
  - Род †Bharatisiren
  - Род †Callistosiren
  - Род †Crenatosiren
  - Род †Corystosiren
  - Род †Dioplotherium
  - Род †Domningia
  - Род Dugong – Дюгони
  - Род †Kutchisiren
  - Род †Nanosiren
  - Род †Rytiodus
  - Род †Xenosiren
- Подсемейство †Halitheriinae
  - Род †Caribosiren
  - Род †Halitherium
  - Род †Metaxytherium
  - Род †Paralitherium
  - Род †Priscosiren
  - Род †Sirenavus
- Подсемейство †Hydrodamalinae
  - Род †Dusisiren
  - Род †Hydrodamalis – Стелерови морски крави